# Condylostylus victorisetae
Condylostylus victorisetae är en tvåvingeart som beskrevs av Jennifer L. Hollis 1964. Condylostylus victorisetae ingår i släktet Condylostylus och familjen styltflugor. Inga underarter finns listade i Catalogue of Life.